# Ihlsee
Der Ihlsee liegt im nordwestlichen Stadtgebiet der Kreisstadt Bad Segeberg am Nordrand des Stadtteiles Kleinniendorf und ist Teil des ausgewiesenen Naturschutzgebietes Ihlsee und Ihlwald.
Angrenzende Dörfer sind Schackendorf im Westen und Klein Rönnau im Nordosten.

## Gewässer
Die Entstehung des Sees ist nicht vollständig untersucht. Entweder hat sich die Senke nach der Eiszeit aufgrund von Toteis gebildet oder sie ist als eine Doline durch den Einsturz einer Höhle im Segeberger Salzdom entstanden.
Heute hat der See eine Fläche von etwa 29 Hektar und dehnt sich in Nord-Süd-Richtung 450 m und in West-Ost-Richtung etwa 850 m aus; die Uferlänge beträgt 2,25 km. Der See ist neben dem Bültsee und dem Garrensee einer der wenigen nährstoffarmen Seen in Schleswig-Holstein.
Der See liegt in einer Senke und hat keinen Zufluss. Gespeist wird er nur durch Grundwasser sowie einfließendes Oberflächenwasser (Niederschlag). Nördlich der Badestelle befindet sich der Abfluss, der den See mit dem Großen Segeberger See verbindet.

## Umgebung
Der See kann  umrundet werden, einen direkt am See liegenden Uferweg gibt es nicht. Am östlichen Ufer befindet sich eine seit Jahrzehnten bestehende Badestelle, die Badewasserqualität wird regelmäßig überwacht und in den letzten Jahren mit sehr gut bis gut beurteilt. Am nördlichen Ufer befindet sich ein Wohngebiet. Auf der westlichen und südlichen Seite bestimmt der Ihlwald, ein Bruchwald, den Uferstreifen. Von 1911 bis 1961 gab es am Ihlsee eine Bahnstation der Kleinbahn Kiel–Segeberg, deren Gleise bereits 1962 entfernt wurden.

## Naturschutz
Der Ihlsee wurde bereits 1950 wegen seiner Besonderheiten unter Naturschutz gestellt. Der See ist ein besonders nährstoffarmes Gewässer, was eine seltene Flora hervorbringt. Nach umfangreichen Untersuchungen 1975 sowie 1994 wurde festgestellt, dass der See in Richtung nährstoffreiches Gewässer umzukippen drohte. Daraus resultierten Forderungen zur Verringerung der übermäßigen Nährstoffeinleitungen sowie Maßnahmen zur Sanierung. Aber selbst unter massiver Einschränkung des Badebetriebes, Düngeverbot auf den nördlich gelegenen Gartengrundstücken und Fütterungsverbot des vorhandenen Fischbestandes kann der See nicht mehr zu seiner ursprünglichen Nährstoffarmut zurückgeführt werden. Heute ist der See Teil des Naturschutzgebietes Ihlsee und Ihlwald und seit 2006 Teil des Schutzgebietsnetzwerks Natura 2000.